# Special Olympics Kasachstan
Special Olympics Kasachstan (englisch: Special Olympics Kazakhstan) ist der kasachische Verband von Special Olympics International, der weltweit größten Sportbewegung für Menschen mit geistiger Beeinträchtigung und Mehrfachbeeinträchtigung. Ziel ist die sportliche Förderung dieser Personengruppe und die Sensibilisierung der Gesellschaft für sie. Außerdem betreut der Verband die kasachischen Athletinnen und Athleten bei den Special Olympics Wettbewerben.

## Geschichte
Special Olympics Kasachstan wurde 1990 mit Sitz in Almaty gegründet.

## Aktivitäten
2019 waren 27.368 Athletinnen, Athleten und Unified Partner sowie 751 Trainer bei Special Olympics Kasachstan registriert. Der Verband nahm 2019 an den Programmen Athlete Leadership, Young Athletes, Motor Activities Training Program (MATP), Healthy Communities, Family Support Network, Unified Schools und Unified Sports teil, die von Special Olympics International ins Leben gerufen worden waren.

### Sportarten
Folgende Sportarten wurden 2019 vom Verband angeboten:
- Badminton (Special Olympics)
- Basketball (Special Olympics)
- Boccia (Special Olympics)
- Bowling (Special Olympics)
- Eiskunstlauf (Special Olympics)
- Floorball
- Floor Hockey (Special Olympics)
- Fußball (Special Olympics)
- Golf (Special Olympics)
- Handball (Special Olympics)
- Judo
- Kraftdreikampf (Special Olympics)
- Leichtathletik (Special Olympics)
- Radsport (Special Olympics)
- Reiten (Special Olympics)
- Roller Skating (Special Olympics)
- Rhythmische Sportgymnastik (Special Olympics)
- Schneeschuhlaufen (Special Olympics)
- Shorttrack (Special Olympics)
- Ski Alpin (Special Olympics)
- Skilanglauf (Special Olympics)
- Schwimmen (Special Olympics)
- Snowboard (Special Olympics)
- Tischtennis (Special Olympics)
- Turnen (Special Olympics)
- Volleyball (Special Olympics)

### Teilnahme an Weltspielen vor 2020
(Quelle: )
- 2007 Special Olympics World Summer Games, Shanghai, China (46 Athletinnen und Athleten)
- 2009 Special Olympics World Winter Games, Boise, USA (24 Athletinnen und Athleten)
- 2011 Special Olympics World Summer Games, Athen (57 Athletinnen und Athleten)
- 2013 Special Olympics World Winter Games, PyeongChang, Südkorea (26 Athletinnen und Athleten)
- 2015 Special Olympics World Summer Games, Los Angeles, USA (57 Athletinnen und Athleten)
- 2017 Special Olympics World Winter Games, Graz-Schladming-Ramsau, Österreich (25 Athletinnen und Athleten)
- 2019 Special Olympics, World Summer Games, Abu Dhabi (102 Athletinnen und Athleten)

### Teilnahme an den Special Olympics World Summer Games 2023 in Berlin
Special Olympics Kasachstan nahm an den Special Olympics World Summer Games 2023 teil. Die Delegation wurde vor den Spielen im Rahmen des Host Town Program vom Werra-Meißner-Kreis betreut und bestand aus 77 Personen. Das Team gewann bei diesen Weltspielen 10 Gold-, 9 Silber- und 14 Bronzemedaillen.